# Susan Perl
Susan Perl (geboren als Susanne Perlmann 8. September 1922 in Wien; gestorben 27. Juni 1983 in New York City) war eine austroamerikanische Illustratorin.

## Leben
Susanne Perlmann besuchte die Schule in Wien. Ihrer Familie gelang nach dem Anschluss Österreichs mit Hilfe der Hebrew Immigrant Aid Society die Emigration über Italien in die USA im Jahr 1939. Ihre Schwester Erica Merkling wurde dort ebenfalls Illustratorin.
Susan Perl arbeitete bis 1952 als Illustratorin beim Verlagsunternehmen Condé Nast für Vogue, House & Garden und Glamour. Nach einem Aufenthalt am C. G. Jung-Institut in Zürich von 1952 bis 1954 wurde sie in den USA freiberufliche Illustratorin. Sie lebte in Manhattan.
Perl arbeitete auch für die Werbung und im Bereich Produktdesign. Ab 1966 begleiteten ihre Zeichnungen eine PR-Kampagne des Kinderbekleidungsherstellers Healthtex unter dem Titel The Handy Answers to Hard Questions Asked by Children in the Health-tex Years.
Sie zeichnete für die Magazine Harper’s Bazar, Reader’s Digest, Columbia Pictures, LIFE und für die Kinderseite im The New York Times Sunday Magazine. Sie war besonders für ihre Kinder- und Tiermotive bekannt und illustrierte eine Vielzahl von Büchern, darunter einige eigene Kinderbücher und auch den eigenen Comic The Sex Life of the American Female.

## Werke (Auswahl)
- The sex life of the American female. New York, Stein and Day 1964
  - Das Sexualleben der Amerikanerin. Bonn :  Hieronimi, 1966
- I can be anything you can be!. New York : Scroll Press, 1973
- Susan perl’s human body book. Putnam Pub Group, 1977
- Human body book. New York, Platt & Munk, 1977
- You come, too. London : Collier-Macmillan, 1969
- Let’s play. New York : Platt & Munk, 1986
- mit Peter Robinson: Susan Perl’s Color wheel. New York : Platt & Munk, 1979
- mit Monica Bayley: Susan Perl’s park peepl. San Francisco : Determined Productions, 1982

Illustrationen für Bücher anderer Autoren
- Bill Adler: Letters to Smokey Bear. New York, Wonder Books 1966
- Sara Asheron, Lilian Moore: How to find a friend. London : Frederick Muller, 1962
- Sara Asheron: Little Popcorn. New York : Grosset & Dunlap, 1968
- Sara Asheron: Surprise in the tree. London : Muller, 1970
- George Barnet: Stories for fun. New York : Macmillan, 1959
- Robert B. Brooks: So that’s how I was born! New York : Simon & Schuster, 1983
- Kornei Chukovsky: Telephone. The Bobbs-Merrill Company, Inc., 1971
- Marion Conger: Who has seen the wind? New York, Abingdon Press, 1959
- Judi Culbertson, Patt Bard: Games Christians Play: An Irreverent Guide to Religion Without Tears.
- Jean Reynolds Davis: A hat on the hall table. South Yarmouth, Mass : John Curley, 1967
- Phyllis Diller: Phyllis Diller’s Housekeeping Hints. Greenwich, CT : Fawcett Crest Book, 1968
- Phyllis Diller: Phyllis Diller’s Marriage Manual. Greenwich, Conn., Fawcett Publications, 1969
- June Dutton: Three little books in a box : faith, hope, charity. San Francisco : Determined Productions, 1981
- June Dutton: Hope is a handful of dreams. San Francisco, Ca. : Determined Productions, Inc., 1978
- Irmengarde Eberle: The Favorite Place.
- Judy El-Bushra: Family planning education in action : some community-centred approaches. Cambridge : International Extension Collage ; London : International Planned Parenthood Federation, 1977
- Eugene Field: Wynken, Blynken and nod and other favorite poems. New York : Quist, 1964
- Mary Bayley Fisk: The baby gourmet cookbook. San Francisco : Determined Productions, 1978
- Margaret Gabel: Sparrows don’t drop candy wrappers. New York : Dodd, Mead, 1971
- Alice Thompson Gilbreath: Beginning-to-read riddles and jokes. Chicago : Follett, 1967
- Alma Gilleo: Helping is .... Elgin, Ill. : David C. Cook Pub. Co., 1964
- Claire Glass Miller: What boys want to know about girls. NY : Grosset, 1962
- Beth Goff: Where is daddy? : the story of a divorce. Boston : Beacon Press
- Dan Greenburg: Jumbo the Boy and Arnold the Elephant. Bobbs-Merrill, 1969
- John Greenway: Don’t talk to my horse; tall tales from the U.S.A. Morristown, N.J., Silver Burdett, 1968
- John Greenway: Tales from the United States. Morristown, N.J. : Silver Burdett, 1979
- Max Gunther: The Weekenders
- Michael Harwood: Games to play in the car. New York : Congdon & Weed, 1983
- Bernice Hogan: Now I lay me down to wonder. New York : Abingdon Press, 1961
- Betty F. Horvath: Small Paul and the bully of Morgan Court. Melbourne : Cheshire, 1971
- Betty Hubka: Spot, the pocket puppy. New York : Golden Press, 1966
- Johanna Johnston: The story of : the barber of Seville. New York : G. P. Putnam’s Sons, 1966
- Susanne Kirtland: Easy answers to hard questions. London : Nile and Mackenzie, 1978
  - Susanne Kirtland: Leichte Antworten auf schwere Fragen. Hamburg : Neuer Tessloff Verlag, 1975
- Barbara Klimowicz: The world-birds of Davy McFifer. Nashville : Abingdon Press, 1970
- Nathan Kravetz: A horse of another color. Boston : Little, Brown, 1962
- Nathan Kravetz: A monkey’s tale. Boston : Little, Brown, 1964
- Harold S. Longman: What’s behind the word? New York, Coward-McCann, 1968
- Julie Mandel: Books now! Books wow! A book week song. Music and lyrics by Julie Mandel. [A 2 voix et guitare]. New-York : Children’s Book council, 1972
- Patrick McGivern: The ultimate auto. New York : G.P. Putnam’s Sons, 1969
- Leslie McGuire: You: how your body works. New York, Platt & Munk, 1974
- A. A. Milne: Once on a Time. Greenwich, Connecticut : New York Graphic Society, 1962
- Martha L. Moffett: A flower pot is not a hat. New York :  Dutton, 1972
- Clement Clarke Moore: The night before Christmas. New York : Dell Pub. Co., 1964
- Lilian Moore: Too many bozos. New York : Golden Press, 1960
  - Lilian Moore: Dannys Tiere heissen Bozo. Zürich : Delphin, 1960
- Lilian Moore: A Pickle for a nickel. Middletown, Conn. : Xerox Educational Publications, 1961
- Sara Murphey: Bing-Bang Pig. Chicago : Follett, 1964
- Solveig Paulson Russell: Motherly Smith & Brother Bimbo. Nashville : Abingdon, 1971
- Ruth Shaw Radlauer: Stein, the great retriever. New York : Bobbs-Merrill, 1964
- Joyce Richards: More easy answers. New York : Platt and Munk, 1977
- Joyce Richards: How come ...? : Easy answers to hard questions. New York : Platt & Munk, 1981
- Marguerita Rudolph: Sharp and shiny. New York : McGraw-Hill, 1971
- Myra Scovel: The happiest summer. New York : Harper & Row, 1971
- Ruth Shaw Radlauer: Stein, the great retriever. Kingswood, Surrey : World’s Work, 1966
- Paul Showers: A book of scary things. Garden City, New York : Doubleday & Company, 1977
- Paul Showers: The moon walker. Garden City, N.Y. : Doubleday, 1975
- Norah Smaridge: Watch out!  Eau Claire, Wis. : Hale, 1968, 1965
- Norah Smaridge: What a silly thing to do. Nashville, Abingdon Press, 1967
- Norah Smaridge: You know better than that. Nashville : Abingdon Press, 1973
- Ralph Underwood: Tell me another joke. New York : Grosset & Dunlap, 1974
- Arthur Unger; Carmel Berman Reingold: What girls want to know about boys. New York : Grosset & Dunlap, 1962
- Herb Valen: The boy who could enter paintings. Boston : Little, Brown, 1968
- William Wise: Sir Howard the coward. New York : Putnam, 1967